# وینگز اوییشن
وینگز اوییشن (به انگلیسی: Wings Aviation) یک شرکت هواپیمایی است. دفتر مرکزی وینگز اوییشن در لاگوس، نیجریه واقع شده‌است و قطب این شرکت هواپیمایی در فرودگاه بین‌المللی مرتلا محمد قرار دارد.